# أنطونيوس تيسيوس
أنطونيوس تيسيوس (1565–1640) هو عالم لاهوتي هولنديوأستاذًا في جامعة هاردرفيك وجامعة لايدن.

## روابط خارجية
- أنطونيوس تيسيوس في شجرة علماء الرياضيات